# Свети Димитър (Елес)
Вижте пояснителната страница за други значения на Свети Димитър.
„Свети Димитър“ (на гръцки: Αγίου Δημητρίου Οχυρού) е българска възрожденска църква в зърневското село Елес (Охиро), Гърция, част от Зъхненската и Неврокопска епархия. Църквата е построена в 1882 година според надписа над южния вход в българската махала в северната част на селото. В архитектурно отношение представлява класическата за епохата трикорабна базилика с женска църква. Според Георги Стрезов църквата е издигната с ферман от Българската екзархия, но по-късно попада в гръцки ръце. В 1909 година заедно с цялото село е екзархийска - в рапорт до Иларион Неврокопски от 1909 година пише:
| „ | Черквата „Св. Димитър“ е строена преди 1882 г. Зданието е съградено не много солидно от дървен материал. Нуждае се от главни поправки. Училището е здраво. | “ |

До построяването на „Света Троица“ в 1972 година църквата е енорийски храм на селото.